# Kirton Adaption-Innovation-Inventory
Das Kirton Adaption-Innovation-Inventory (KAI) ist eine psychometrische Analyse des von Einzelpersonen bevorzugten Stils bezüglich Veränderungen. Der KAI wird durch einen Fragebogen erfasst.

## Modell
Der britische Psychologe M. J. Kirton untersuchte das Problemlösungsverhalten von Menschen und stellte graduelle Unterschiede fest. Es gibt Menschen, die Veränderungen in kleinen Portionen, schrittchenweise bevorzugen. Sie halten gerne an Altbewährtem fest und scheuen das Risiko. Er nennt diese Haltung "adaptiv" (anpassend). Andere bevorzugen schnelle Veränderungen, Sprünge der Entwicklung, radikal Neues. Dieses Verhalten nennt er "innovativ".
Der KAI baut auf drei Subskalen auf, von denen Kirton behauptet, sie seien korreliert. Kirton benennt die Subskalen folgendermaßen:
| Beschreibung der Eigenschaft                        | englischer Fachbegriff          | deutsche Bezeichnung               | Abkürzung |
| --------------------------------------------------- | ------------------------------- | ---------------------------------- | --------- |
| Anzahl der Ideen                                    | Sufficency-Proliferation        | ausreichend-ausufernd              | SO        |
| Aufmerksamkeit für Details                          | Efficiency                      | Effizienz                          | E         |
| Bewertung der Konformität/Nonkonformität in Gruppen | rule and group conformity style | Regel- und Gruppenkonformitätsstil | R         |

R.L. Payne bezeichnet die Zusammenhänge zwischen den einzelnen Merkmalen und den Messergebnissen als schwach miteinander korrelat. Zudem vertritt W.G.K. Taylor aufgrund von empirischen Untersuchungen die Ansicht, dass die SO-Skala besser in zwei Skalen zerlegt wird, eine für Ideenerzeugung und eine für Bevorzugung von Stabilität versus Veränderung.
Zur Bestimmung des KAI stellte Kirton Fragebogen zusammen. Seiner Theorie nach ist der Durchschnitt der Menschheit auf seinem Index exakt auf 100 festgelegt. Ein Wert niedriger als 100 bedeutet überdurchschnittliche Neigung zu adaptivem Verhalten, ein Wert über 100 überdurchschnittlich "innovatives" Verhalten.

## Qualität
Nach Jane Henry erfüllt ein guter psychologischer Test drei Kriterien. Er ist
- gültig, d. h. der Test misst das, was er zu messen vorgibt (Validität)
- zuverlässig, d. h. Personen beantworten den Test zu verschiedenen Zeiten ähnlich (Reliabilität), und
- frei von Einflüssen sozialer Gruppen, d. h. es ist nicht leicht zu manipulieren (Objektivität)

Nach Bartram bewertet die British Psychological Society den KAI-Test 1995 in den Dimensionen Gültigkeit mit Adequate (angemessen) und Zuverlässigkeit als Excellent (hervorragend, mit einer Korrelation von >0.85);

## Folgerungen für das Verhalten
Der KAI äußert sich im Verhalten von Menschen. Henry benennt typische  Verhaltensunterschiede zwischen Adaptoren und Innovatoren
| Adaptoren                            | Innovatoren                                            |
| etwas besser machen                  | etwas anders machen                                    |
| im vorgegebenen Rahmen arbeiten      | den vorgegebenen Rahmen herausfordern, oder ausbrechen |
| wenige, akzeptable Lösungen          | viele Lösungen                                         |
| bevorzugt etablierte Situationen     | setzt neue Regeln/Strukturen                           |
| wesentlich in Routineangelegenheiten | wesentlich in veränderlichen Situationen               |

Die Fremdwahrnehmung (Wahrnehmung einer Person durch andere) wird durch den KAI beeinflusst. Andere nehmen Adaptoren und Innovatoren (Henry, 2001) wahr als
| Adaptoren werden betrachtet als   | Innovatoren werden betrachtet als |
| zuverlässig                       | undiszipliniert                   |
| normale Lösungsansätze verwendend | Grundannahmen herausfordernd      |
| verbessernd                       | neu definierend                   |
| systematisch arbeitend            | ermüdend                          |
| vorsichtig                        | risikobereit                      |
| praktisch                         | idealistisch                      |

Auch in der Selbstwahrnehmung unterscheiden sich Adaptoren und Innovatoren. 
| Adaptoren sehen sich selbst als | Innovatoren sehen sich selbst als       |
| unterstützend                   | voll mit Ideen                          |
| praktisch                       | energiegeladen                          |
| stabil                          | Annahmen herausfordernd                 |
| beständig                       | Änderungen akzeptierend                 |
| methodisch                      | intuitiv                                |
| kooperativ                      | nicht durch die Vergangenheit eingeengt |
| ordentlich                      | risikobereit                            |
| sicher                          | riskant                                 |

Adaptoren haben oft eine geringe Meinung von Innovatoren, und Innovatoren können Adaptoren als langweilig sehen. Kirton behauptet, dass KAI relativ, d. h. als Abstand der Werte auf einer Skala zwischen zwei Personen betrachtet werden soll. Dieser Abstand bestimmt, ob man gegenüber einer anderen Person als innovativ oder adaptiv wahrgenommen wird. Bei einem Abstand von 20 und mehr Punkten sagt Kirton Kommunikationsprobleme voraus.
Auch wenn der KAI über die Gesamtbevölkerung einen Durchschnittswert von 100 ergibt, so sind in unterschiedlichen Berufsgruppen die Mittelwerte stark abweichend. Henry (2001) gibt die folgende Übersicht zur Verdeutlichung.
| Beruf                    | mittlerer KAI |
| Beamte                   | 80            |
| Wartungstechniker        | 85            |
| Produktionsleiter        | 90            |
| Führungskräfte in Banken | 90            |
| Lehrer                   | 95            |
| MBA-Studenten            | 100           |
| Entwicklungsleiter       | 102           |
| Marketingleiter          | 105           |
| HR-Manager               | 105           |